# Флінтсбах
Флінтсбах (нім. Flintsbach) — громада в Німеччині, розташована в землі Баварія. Підпорядковується адміністративному округу Верхня Баварія. Входить до складу району Розенгайм.
Площа — 31,30 км2. Населення становить 3027 ос. (станом на 31 грудня 2020).